# Защита картера двигателя
ВАЗ-2131, защита картера двигателя и коробки передач
Защи́та ка́ртера двигателя — кузовной элемент автомобиля. Закрывает снизу двигатель, в частности его картер, иногда вместе со сцеплением и коробкой переключения передач. Защищает от ударов, попадания грязи и инородных предметов. Особенно востребована при езде по плохим дорогам и бездорожью. Дополнительно защита ограничивает доступ в подкапотное пространство, что помогает противостоять попыткам угона.
Изготавливается из стали разных марок, в том числе нержавеющей, сплавов алюминия и титана, из композитных материалов — стеклопластика, углепластика (карбона) или кевлара.
Как правило, у автомобилей с продольным расположением двигателя защищают только его поддон — коробка передач находится позади в относительной безопасности (при поперечном расположении двигателя и она оказывается в опасной зоне, в этом случае необходима защита не только мотора, но и корпуса коробки передач).
Защита картера изготавливается под конкретный кузов, где учитывается год выпуска автомобиля, объём двигателя, а также мощность двигателя и место сборки авто. Там, где это технологически оправдано, делаются лючки для замены фильтров и слива масла. Кроме этого, защита картера комплектуется крепежом и легко устанавливается на штатные места.
Неправильно выполненная защита изменяет пассивную безопасность автомобиля, в частности мешая другим элементам кузова деформироваться, как это предусмотрено изначально. Это может ухудшить исход аварии.
Защита картера может сразу устанавливаться как на заводе производителем (Renault Logan), так и опционально (Lada 2105), в том числе третьими фирмами.